# Journée mondiale du diabète

Logo de la Journée mondiale du diabète

La Journée mondiale du diabète est la principale campagne mondiale de sensibilisation au diabète sucré et a lieu tous les 14 novembre.
Dirigée par la Fédération internationale du diabète (FID), chaque Journée mondiale du diabète se concentre sur un thème lié au diabète. Le diabète de type 2 est une maladie non transmissible largement évitable et traitable dont le nombre augmente rapidement dans le monde entier. Le diabète de type 1 n'est pas évitable mais peut être pris en charge par des injections d'insuline. Si les campagnes durent toute l'année, la journée elle-même marque l'anniversaire de Frederick Banting qui, avec Charles Best et John Macleod, a conçu l'idée qui a conduit à la découverte de l'insuline en 1922.

## Histoire
La Journée mondiale du diabète a été lancée en 1991 par la Fédération internationale du diabète (en) et l'Organisation mondiale de la santé (OMS) en réponse à l'augmentation rapide du diabète dans le monde.

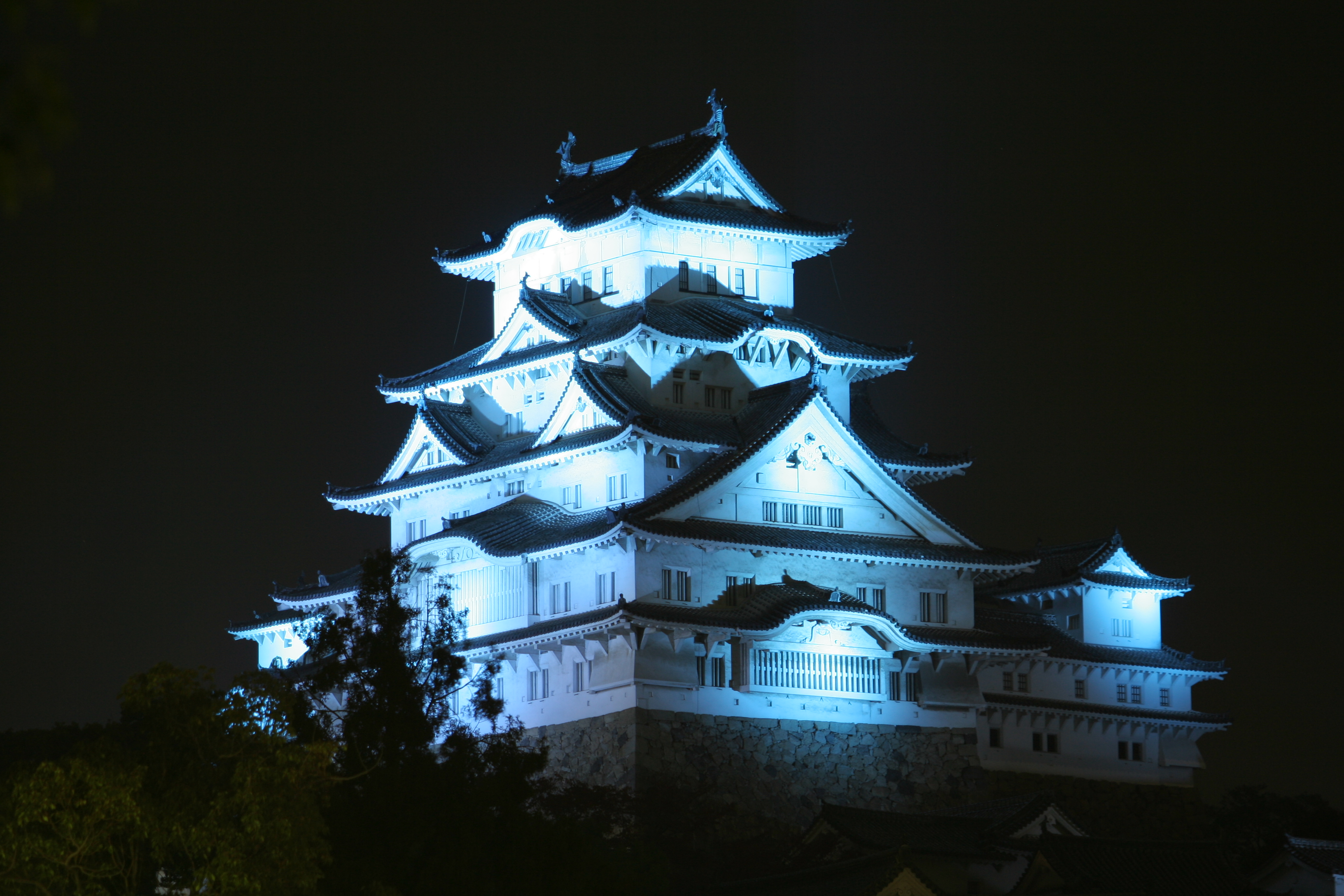
Le château de Himeji illuminé pour la Journée mondiale du diabète en 2008.

En 2016, la Journée mondiale du diabète était commémorée par plus de 230 associations membres de la FID dans plus de 160 pays et territoires, ainsi que par d'autres organisations, des entreprises, des professionnels de la santé, des politiciens, des célébrités, et des personnes vivant avec le diabète et leurs familles. Les activités comprennent des programmes de dépistage du diabète, des campagnes radiophoniques et télévisées, des événements sportifs et autres.

## Thèmes
Les thèmes des précédentes campagnes de la Journée mondiale du diabète étaient axés sur différents facteurs qui influencent le risque de diabète et ses complications :
- 2013 : Protégeons notre avenir : L'éducation et la prévention du diabète.
- 2014 : Allez bleu pour le petit déjeuner.
- 2015 : Manger sainement.
- 2016 : Les yeux sur le diabète.
- 2017 : Les femmes et le diabète - Notre droit à un avenir sain.
- 2018-2019 : La famille et le diabète - Le diabète concerne toutes les familles.
- 2020 : L'infirmière et le diabète.
- 2021-2023 : L'accès aux soins pour le diabète - Si ce n'est pas maintenant, quand ?
- 2024-2026 : Parlons de bien-être pour mieux vivre avec le diabète.

## Référence
1. ↑  (en) « World Diabetes Day »
2. ↑  (en) « The history of the discovery of insulin », Portsmouth Daily Times,‎ 7 novembre 2017
3. ↑  (en) « Promoting health through the life-course: World Diabetes Day 2016 », sur World Health Organization, 7 novembre 2016
4. ↑  (en) « Diabetes Week Celebrities »
5. ↑  (en) « World Diabetes day: Themes and Activities to do »